# FC Olympique Eischen
FC Olympique Eischen was een Luxemburgse voetbalclub uit Eischen die bestond van 1917 tot 2007.

## Geschiedenis
De club werd opgericht in 1917 en moest in 1940 de naam veranderen in FK Eischen toen Duitsland het land bezette. In 1944 werd opnieuw de oude naam aangenomen. De club promoveerde in 1979 naar de tweede klasse en werd daar meteen kampioen. Het volgende seizoen bereikte de club de bekerfinale en verloor deze van 5-0 van Jeunesse d'Esch. Na drie seizoenen hoogste klasse degradeerde de club. Na één seizoen kon de club terugkeren naar de elite. De beste prestatie was in 1988 toen de club zesde werd, het volgende jaar degradeerde Eischen.
Olympique kon niet meer terugkeren en degradeerde enkele keren tot in de vijfde klasse. In 2003 kon de club terugkeren naar de derde klasse. In 2007 fusioneerde de club met CS Hobscheid en werd zo de nieuwe club FC Alliance Aischdall 07.